# Parachironomus paradigitalis
Parachironomus paradigitalis är en tvåvingeart som beskrevs av Lars Zakarias Brundin 1949. Parachironomus paradigitalis ingår i släktet Parachironomus och familjen fjädermyggor. Arten är reproducerande i Sverige. Inga underarter finns listade i Catalogue of Life.